# Willich
Willich település Németországban, azon belül Észak-Rajna-Vesztfália tartományban. Lakosainak száma 50 212 fő (2023. december 31.). Willich Meerbusch, Viersen és Tönisvorst községekkel határos.

## Népesség
A település népességének változása:
| Lakosok száma | 38 960 | 51 179 | 50 592 | 50 133 | 50 144 | 50 212 |
|               | 1975   | 2017   | 2019   | 2021   | 2022   | 2023   |